# Zane McIntyre
Zane McIntyre (vormals Zane Gothberg; * 20. August 1992 in Thief River Falls, Minnesota) ist ein US-amerikanischer Eishockeytorwart, der zuletzt bis zum Ende der Saison 2024/25 bei den Straubing Tigers aus der Deutschen Eishockey Liga (DEL) unter Vertrag gestanden hat. Zuvor absolvierte McIntyre unter anderem mehr als 300 Spiele in der American Hockey League (AHL) und stand in acht Partien für die Boston Bruins in der National Hockey League (NHL) auf dem Eis.

## Karriere
McIntyre wurde umgehend nach seiner Zeit an der High School im NHL Entry Draft 2010 in der sechsten Runde an 165. Position von den Boston Bruins aus der National Hockey League (NHL) ausgewählt. Der Torwart verbrachte allerdings zunächst zwei Jahre in der United States Hockey League (USHL) bei den Fargo Force, wo er in seinem zweiten Jahr als bester Torwart der Liga ausgezeichnet wurde. Ab dem Sommer 2012 zog es ihn für drei Jahre an die University of North Dakota, wo er zunächst in der Western Collegiate Hockey Association (WCHA) und später der National Collegiate Hockey Conference (NCHC) für das Eishockeyteam der Universität auflief. In seinem dritten und letzten Collegejahr wurde er – wie schon in der USHL – zum Torwart des Jahres der NCHC ernannt, ehe er wenig später mit dem Mike Richter Award als landesweit bester Torwart der National Collegiate Athletic Association (NCAA) ausgezeichnet wurde.

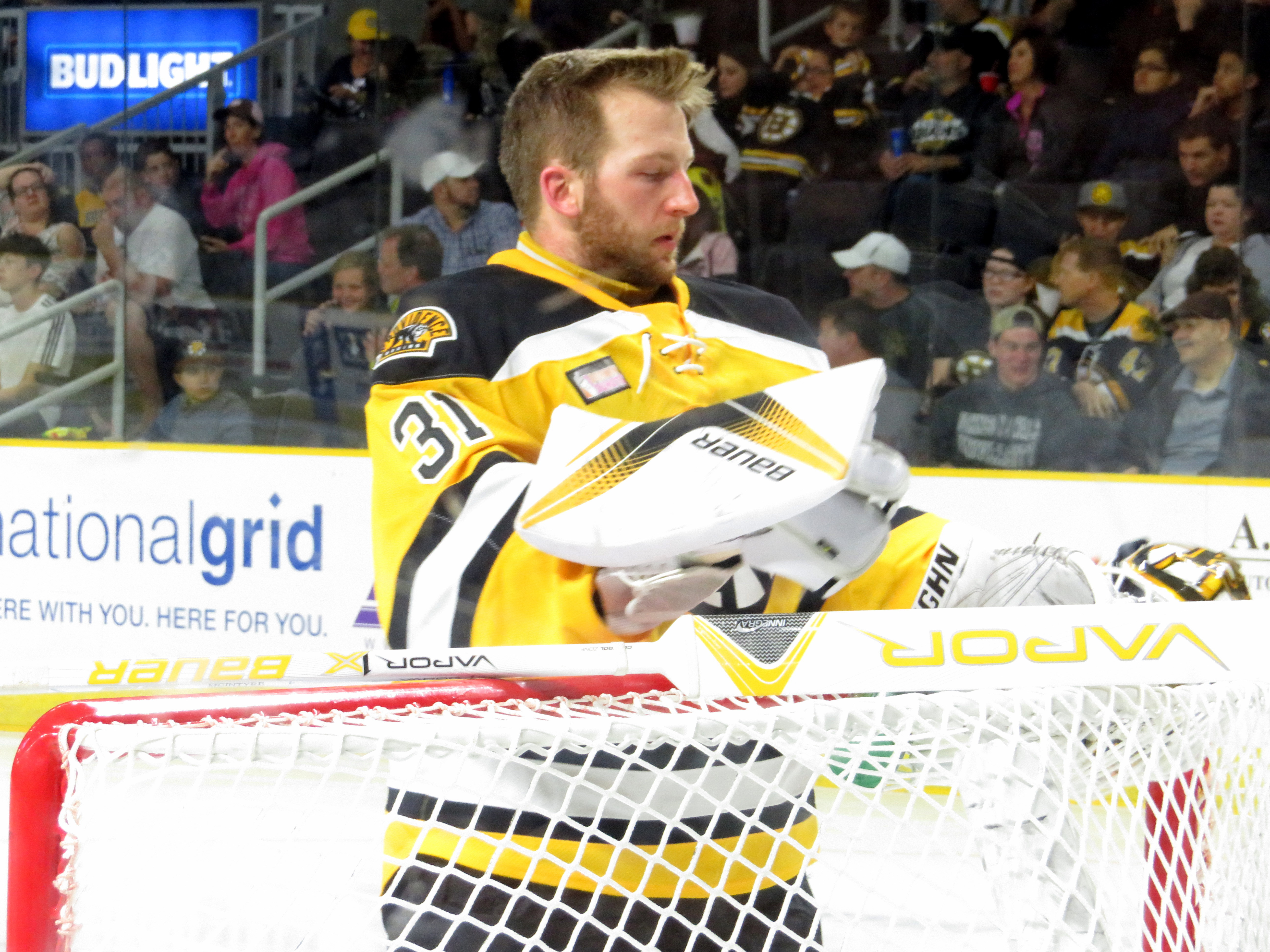
McIntyre im Trikot der Providence Bruins (2017)

Im Juni 2015 nahmen die Boston Bruins ihre Draftwahl schließlich unter Vertrag und holten ihn ins Profilager zu ihrem Farmteam, den Providence Bruins, in die American Hockey League (AHL). Dort verbrachte McIntyre die gesamte Saison 2015/16 und teilte sich die Rolle im Tor mit Malcolm Subban und Jeremy Smith. Nach Verletzungen bei den Stammtorhütern der Boston Bruins kurz nach Beginn der Spielzeit 2016/17 wurde der US-Amerikaner erstmals in den NHL-Kader berufen und feierte am 25. Oktober 2016 sein Debüt. Den Großteil der Spielzeit verbrachte er allerdings erneut in Providence und wurde am Ende des Jahres ins AHL Second All-Star Team berufen.
Nach der Spielzeit 2018/19 wurde sein auslaufender Vertrag in Boston nicht verlängert, sodass er sich im Juli 2019 als Free Agent den Vancouver Canucks anschloss. Diese setzten ihn ausschließlich in der AHL bei den Utica Comets ein, ehe er zur Trade Deadline im Februar 2020 im Tausch für Louis Domingue an die New Jersey Devils abgegeben wurde. Nachdem er die Spielzeit 2019/20 bei den Binghamton Devils in der AHL beendet hatte, wechselte McIntyre im Oktober 2020 erstmals nach Europa, indem er sich Dinamo Riga aus der Kontinentalen Hockey-Liga (KHL) anschloss. Im Dezember 2020 verließ er den Klub nach sechs KHL-Partien wieder und erhielt im Januar 2021 einen Probevertrag (PTO) von den Arizona Coyotes. Dieser mündete letztlich jedoch nicht in einem festen Engagement, ehe er einen auf die AHL beschränkten Vertrag bei den Lehigh Valley Phantoms unterzeichnete. Im Trikot der Phantoms wurde er nach der Spielzeit 2020/21 ins All-Star Team der North Division gewählt, erhielt allerdings über die Spielzeit hinaus kein neues Vertragsangebot. Im November 2021 unterzeichnete er schließlich einen Probevertrag beim Ligakonkurrenten Tucson Roadrunners, ehe er zum Jahresbeginn 2022 von den Minnesota Wild für den Rest der Spielzeit verpflichtet wurde. Bei den Wild kam er in der Folge bei deren Kooperationspartner Iowa Wild bis zum Sommer 2024 in 58 Begegnungen als Ersatzmann von Jesper Wallstedt zum Einsatz.
Nachdem McIntyres Vertrag über die Spielzeit 2023/24 hinaus nicht verlängert worden war, unterzeichnete der Torwart im Juli 2024 einen Einjahresvertrag bei den Straubing Tigers aus der Deutschen Eishockey Liga (DEL).

## Erfolge und Auszeichnungen
| - 2012 USHL First All-Star Team - 2012 USHL Goaltender of the Year - 2015 NCHC First All-Star Team - 2015 NCHC Goaltender of the Year - 2015 NCAA West Second All-American Team | - 2015 Mike Richter Award - 2017 Teilnahme am AHL All-Star Classic - 2017 AHL Second All-Star Team - 2021 AHL North Division All-Star Team - 2024 Spengler Cup All-Star-Team |

## Karrierestatistik
Stand: Ende der Saison 2024/25
(Legende zur Torhüterstatistik: GP oder Sp = Spiele insgesamt; W oder S = Siege; L oder N = Niederlagen; T oder U oder OT = Unentschieden oder Overtime- bzw. Shootout-Niederlage; Min. = Minuten; SOG oder SaT = Schüsse aufs Tor; GA oder GT = Gegentore; SO = Shutouts; GAA oder GTS = Gegentorschnitt; Sv% oder SVS% = Fangquote; EN = Empty Net Goal; 1 Play-downs/Relegation; Kursiv: Statistik nicht vollständig)

## Sonstiges
Der Torwart, damals noch unter dem Namen Zane Gothberg firmierend, änderte seinen Namen im August 2014 zu Ehren seiner Mutter und Großmutter in Zane McIntyre. Nach dem Tod der Großmutter, der erneuten Heirat seiner Mutter sowie der erstmaligen seiner Schwester entschied sich McIntyre dazu, diesen Familiennamen zu tragen, um ihn weiter fortführen zu können.